# Saison 2008-2009 du FC Sion
Maillots
Chronologie
Saison précédente Saison suivante
Lors de la saison 2008-2009, le FC Sion évolue en Super League. La saison est marquée par un début en championnat relativement difficile durant laquelle deux changements d'entraineurs ont lieu. Le 13 avril 2009, Sion se qualifie pour sa 11e finale en coupe de Suisse et la remporte pour la 11e fois le 20 mai face à Young Boys.

## Transferts
| - Uli Stielike (entraîneur) - Beto (Ergotelis) - Bastien Geiger (Neuchâtel Xamax) - Germano Vailati (FC Metz) | - Umberto Barberis (entraîneur) - Christian Zermatten (entraîneur) - Guilherme Afonso (Veendam) - Basile Couchepin (FC Monthey) - Enes Fermino (FC La Chaux-de-Fonds) |

## Résultats

### Championnat

#### 1eret2etours
| 1re journée           | FC Aarau                                | 3 - 1 | FC Sion      | Stade du Brügglifeld                     |                                          |
| 19 juillet 2008 17h45 | 10e (Ianu) · 35e (Ianu) · 68e (Rogerio) |       | 91e (M'futi) | Spectateurs : 5 500 Arbitrage : M. Kever | Spectateurs : 5 500 Arbitrage : M. Kever |
| 19 juillet 2008 17h45 | compte-rendu                            |       |              | Spectateurs : 5 500 Arbitrage : M. Kever | Spectateurs : 5 500 Arbitrage : M. Kever |

| 2e journée            | FC Sion                            | 2 - 1 | BSC Young Boys | Stade de Tourbillon                              |                                                  |
| 24 juillet 2008 19h45 | 64e (Monterrubio) · 78e (Adeshina) |       | 24e (Eudis)    | Spectateurs : 13 000 Arbitrage : Bertolini Carlo | Spectateurs : 13 000 Arbitrage : Bertolini Carlo |
| 24 juillet 2008 19h45 | compte-rendu                       |       |                | Spectateurs : 13 000 Arbitrage : Bertolini Carlo | Spectateurs : 13 000 Arbitrage : Bertolini Carlo |

| 3e journée            | Grasshoper                                     | 3 - 1 | FC Sion           | Stade du Letzigrund                          |                                              |
| 30 juillet 2008 19h45 | 2e (Lulic) · 15e (Bobadilla) · 92e (Bobadilla) |       | 79e (Monterrubio) | Spectateurs : 5 300 Arbitrage : M. Circhetta | Spectateurs : 5 300 Arbitrage : M. Circhetta |
| 30 juillet 2008 19h45 | compte-rendu                                   |       |                   | Spectateurs : 5 300 Arbitrage : M. Circhetta | Spectateurs : 5 300 Arbitrage : M. Circhetta |

| 4e journée        | FC Sion                  | 2 - 0 | FC Bâle | Stade de Tourbillon                             |                                                 |
| 2 août 2008 17h45 | 36e (Beto) · 44e (Saidu) |       |         | Spectateurs : 14 800 Arbitrage : Stefan Messner | Spectateurs : 14 800 Arbitrage : Stefan Messner |
| 2 août 2008 17h45 | compte-rendu             |       |         | Spectateurs : 14 800 Arbitrage : Stefan Messner | Spectateurs : 14 800 Arbitrage : Stefan Messner |

| 5e journée        | FC Sion      | 0 - 2 | AC Bellinzone                  | Stade de Tourbillon                            |                                                |
| 9 août 2008 17h45 |              |       | 28e (Lustrinelli) · 75e (Raso) | Spectateurs : 10 000 Arbitrage : Hänni Nikolaj | Spectateurs : 10 000 Arbitrage : Hänni Nikolaj |
| 9 août 2008 17h45 | compte-rendu |       |                                | Spectateurs : 10 000 Arbitrage : Hänni Nikolaj | Spectateurs : 10 000 Arbitrage : Hänni Nikolaj |

| 6e journée         | FC Vaduz     | 1 - 2 | FC Sion                            | Rheinpark                                     |                                               |
| 16 août 2008 17h45 | 9e (Dzombic) |       | 22e (Adeshina) · 31e (Monterrubio) | Spectateurs : 1 920 Arbitrage : M. Zimmermann | Spectateurs : 1 920 Arbitrage : M. Zimmermann |
| 16 août 2008 17h45 | compte-rendu |       |                                    | Spectateurs : 1 920 Arbitrage : M. Zimmermann | Spectateurs : 1 920 Arbitrage : M. Zimmermann |

| 7e journée         | FC Sion       | 1 - 3 | FC Zürich                                     | Stade de Tourbillon                             |                                                 |
| 24 août 2008 16h00 | 13e (Vanczak) |       | 14e (Aegerter) · 55e (Hassli) · 93e (Mehmedi) | Spectateurs : 12 500 Arbitrage : Studer Stephan | Spectateurs : 12 500 Arbitrage : Studer Stephan |
| 24 août 2008 16h00 | compte-rendu  |       |                                               | Spectateurs : 12 500 Arbitrage : Studer Stephan | Spectateurs : 12 500 Arbitrage : Studer Stephan |

| 8e journée         | FC Lucerne                | 1 - 1 | FC Sion         | Allmend                                    |                                            |
| 30 août 2008 17h45 | 55e (Paquito sur penalty) |       | 48e (Obradovic) | Spectateurs : 5 527 Arbitrage : M. Grossen | Spectateurs : 5 527 Arbitrage : M. Grossen |
| 30 août 2008 17h45 | compte-rendu              |       |                 | Spectateurs : 5 527 Arbitrage : M. Grossen | Spectateurs : 5 527 Arbitrage : M. Grossen |

| 9e journée              | Neuchâtel Xamax                          | 3 - 3 | FC Sion                                          | Stade de la Maladière                           |                                                 |
| 13 septembre 2008 17h45 | 3e (Brown) · 23e (Chihab) · 67e (Chihab) |       | 17e (M'futi) · 58e (Saborio) · 76e (Monterrubio) | Spectateurs : 5 732 Arbitrage : Massimo Busacca | Spectateurs : 5 732 Arbitrage : Massimo Busacca |
| 13 septembre 2008 17h45 | compte-rendu                             |       |                                                  | Spectateurs : 5 732 Arbitrage : Massimo Busacca | Spectateurs : 5 732 Arbitrage : Massimo Busacca |

| 10e journée             | FC Sion         | 1 - 1 | FC Aarau      | Stade de Tourbillon                             |                                                 |
| 27 septembre 2008 17h45 | 92e (Dominguez) |       | 39e (Bastida) | Spectateurs : 8 500 Arbitrage : Massimo Busacca | Spectateurs : 8 500 Arbitrage : Massimo Busacca |
| 27 septembre 2008 17h45 | compte-rendu    |       |               | Spectateurs : 8 500 Arbitrage : Massimo Busacca | Spectateurs : 8 500 Arbitrage : Massimo Busacca |

| 11e journée          | BSC Young Boys                                                                    | 5 - 0 | FC Sion | Stade de Suisse                               |                                               |
| 5 octobre 2008 16h00 | 30e (Schneuwly) · 37e (Schneider) · 74e (Häberli) · 76e (Schneuwly) · 89e (Degen) |       |         | Spectateurs : 19 922 Arbitrage : M. Circhetta | Spectateurs : 19 922 Arbitrage : M. Circhetta |
| 5 octobre 2008 16h00 | compte-rendu                                                                      |       |         | Spectateurs : 19 922 Arbitrage : M. Circhetta | Spectateurs : 19 922 Arbitrage : M. Circhetta |

| 12e journée           | FC Sion      | 0 - 0 | Grasshopper | Stade de Tourbillon                                |                                                    |
| 25 octobre 2008 17h45 |              |       |             | Spectateurs : 9 250 Arbitrage : M. Bertolini Carlo | Spectateurs : 9 250 Arbitrage : M. Bertolini Carlo |
| 25 octobre 2008 17h45 | compte-rendu |       |             | Spectateurs : 9 250 Arbitrage : M. Bertolini Carlo | Spectateurs : 9 250 Arbitrage : M. Bertolini Carlo |

| 13e journée           | FC Bâle                                     | 3 - 0 | FC Sion | Parc Saint-Jacques                               |                                                  |
| 30 octobre 2008 19h45 | 8e (Perovic) · 45e (Huggel) · 62e (Stocker) |       |         | Spectateurs : 16 000 Arbitrage : Massimo Busacca | Spectateurs : 16 000 Arbitrage : Massimo Busacca |
| 30 octobre 2008 19h45 | compte-rendu                                |       |         | Spectateurs : 16 000 Arbitrage : Massimo Busacca | Spectateurs : 16 000 Arbitrage : Massimo Busacca |

| 14e journée           | AC Bellinzone                         | 2 - 1 | FC Sion       | Stadio Comunale                               |                                               |
| 8 novembre 2008 17h45 | 65e (Lustrinelli) · 95e (Lustrinelli) |       | 32e (Vanczak) | Spectateurs : 3 700 Arbitrage : M. Zimmermann | Spectateurs : 3 700 Arbitrage : M. Zimmermann |
| 8 novembre 2008 17h45 | compte-rendu                          |       |               | Spectateurs : 3 700 Arbitrage : M. Zimmermann | Spectateurs : 3 700 Arbitrage : M. Zimmermann |

| 15e journée 6e place / 16 points | FC Sion                                               | 3 - 1 | FC Vaduz      | Stade de Tourbillon                           |                                               |
| 15 novembre 2008 17h45           | 33e (Monterrubio) · 68e (Monterrubio) · 89e (Saborio) |       | 74e (Rivaldo) | Spectateurs : 8 800 Arbitrage : M Wermelinger | Spectateurs : 8 800 Arbitrage : M Wermelinger |
| 15 novembre 2008 17h45           | compte-rendu                                          |       |               | Spectateurs : 8 800 Arbitrage : M Wermelinger | Spectateurs : 8 800 Arbitrage : M Wermelinger |

| 16e journée            | FC Zurich    | 1 - 0 | FC Sion          | Stade du Letzigrund                          |                                              |
| 29 novembre 2008 17h45 | Alphonse 12e |       | Nwaneri 23e, 36e | Spectateurs : 7 800 Arbitrage : M. Bertolini | Spectateurs : 7 800 Arbitrage : M. Bertolini |
| 29 novembre 2008 17h45 | compte-rendu |       |                  | Spectateurs : 7 800 Arbitrage : M. Bertolini | Spectateurs : 7 800 Arbitrage : M. Bertolini |

| 17e journée           | FC Sion | reporté | FC Lucerne | Stade de Tourbillon |
| 6 décembre 2008 17h45 |         |         |            |                     |

| 18e journée            | FC Sion      | 0 - 0 | Neuchâtel Xamax | Stade de Tourbillon                               |                                                   |
| 13 décembre 2008 17h45 |              |       |                 | Spectateurs : 7 800 Arbitrage : Jérôme Laperrière | Spectateurs : 7 800 Arbitrage : Jérôme Laperrière |
| 13 décembre 2008 17h45 | compte-rendu |       |                 | Spectateurs : 7 800 Arbitrage : Jérôme Laperrière | Spectateurs : 7 800 Arbitrage : Jérôme Laperrière |

#### 3eet4etours
| 19e journée          | AC Bellinzone | 1 - 0 | FC Sion | Stadio Comunale                                |                                                |
| 8 février 2009 16h00 | Roux 76e      |       |         | Spectateurs : 3 870 Arbitrage : M. Wermelinger | Spectateurs : 3 870 Arbitrage : M. Wermelinger |
| 8 février 2009 16h00 | compte-rendu  |       |         | Spectateurs : 3 870 Arbitrage : M. Wermelinger | Spectateurs : 3 870 Arbitrage : M. Wermelinger |

| 20e journée           | FC Sion                    | 2 - 1   | FC Vaduz | Stade de Genève                             |                                             |
| 15 février 2009 16h00 | Dominguez 43e · M'Futi 88e | (1 - 0) | 54e      | Spectateurs : 1 850 Arbitrage : M Bertolini | Spectateurs : 1 850 Arbitrage : M Bertolini |
| 15 février 2009 16h00 | compte-rendu               |         |          | Spectateurs : 1 850 Arbitrage : M Bertolini | Spectateurs : 1 850 Arbitrage : M Bertolini |

| 17e journée (report)  | FC Sion       | 1 - 1   | FC Lucerne   | Stade de Genève                           |                                           |
| 18 février 2009 19h45 | Dominguez 44e | (1 - 0) | 62e Frimpong | Spectateurs : 1 400 Arbitrage : M Busacca | Spectateurs : 1 400 Arbitrage : M Busacca |
| 18 février 2009 19h45 | compte-rendu  |         |              | Spectateurs : 1 400 Arbitrage : M Busacca | Spectateurs : 1 400 Arbitrage : M Busacca |

| 21e journée           | Neuchâtel Xamax FC                   | 3 - 2   | FC Sion                  | Stade de la Maladière                         |                                               |
| 22 février 2009 16h00 | Wüthrich 61e · Brown 70e · Brown 79e | (0 - 0) | 90e Saborio · 92e Bühler | Spectateurs : 3 409 Arbitrage : M. Zimmermann | Spectateurs : 3 409 Arbitrage : M. Zimmermann |
| 22 février 2009 16h00 | compte-rendu                         |         |                          | Spectateurs : 3 409 Arbitrage : M. Zimmermann | Spectateurs : 3 409 Arbitrage : M. Zimmermann |

| 22e journée           | FC Sion                      | 2 - 3   | BSC Young Boys                        | Stade de Tourbillon                          |                                              |
| 28 février 2009 17h45 | Monterrubio 64e · M'Futi 91e | (0 - 1) | 7e Degen · 48e Raimondi · 68e Doumbia | Spectateurs : 9 300 Arbitrage : M. Circhetta | Spectateurs : 9 300 Arbitrage : M. Circhetta |
| 28 février 2009 17h45 | compte-rendu                 |         |                                       | Spectateurs : 9 300 Arbitrage : M. Circhetta | Spectateurs : 9 300 Arbitrage : M. Circhetta |

| 23e journée       | Grasshopper  | 0 - 2   | FC Sion                      | Stade du Letzigrund                           |                                               |
| 7 mars 2009 17h45 |              | (0 - 0) | 68e Dominguez · 78e Adeshina | Spectateurs : 3 400 Arbitrage : M. Laperrière | Spectateurs : 3 400 Arbitrage : M. Laperrière |
| 7 mars 2009 17h45 | compte-rendu |         |                              | Spectateurs : 3 400 Arbitrage : M. Laperrière | Spectateurs : 3 400 Arbitrage : M. Laperrière |

| 24e journée        | FC Sion      | 0 - 4   | FC Bâle                                                    | Stade de Tourbillon                              |                                                  |
| 14 mars 2009 17h45 |              | (0 - 2) | 41e Mustafi · 44e Chipperfield · 80e Mustafi · 82e Mustafi | Spectateurs : 11 800 Arbitrage : Massimo Busacca | Spectateurs : 11 800 Arbitrage : Massimo Busacca |
| 14 mars 2009 17h45 | compte-rendu |         |                                                            | Spectateurs : 11 800 Arbitrage : Massimo Busacca | Spectateurs : 11 800 Arbitrage : Massimo Busacca |

| 25e journée        | FC Aarau     | 1 - 0   | FC Sion | Stade du Brügglifeld                     |                                          |
| 21 mars 2009 17h45 | 11e Aquaro   | (1 - 0) |         | Spectateurs : 3 900 Arbitrage : M. Bieri | Spectateurs : 3 900 Arbitrage : M. Bieri |
| 21 mars 2009 17h45 | compte-rendu |         |         | Spectateurs : 3 900 Arbitrage : M. Bieri | Spectateurs : 3 900 Arbitrage : M. Bieri |

| 26e journée        | FC Sion      | 1 - 1  | FC Lucerne     | Stade de Tourbillon                          |                                              |
| 4 avril 2009 17h45 | Adeshina 43e | (1 -1) | 31e Schwegler. | Spectateurs : 9 500 Arbitrage : M. Circhetta | Spectateurs : 9 500 Arbitrage : M. Circhetta |
| 4 avril 2009 17h45 | compte-rendu |        |                | Spectateurs : 9 500 Arbitrage : M. Circhetta | Spectateurs : 9 500 Arbitrage : M. Circhetta |

| 27e journée        | FC Sion      | 0 - 1   | FC Zürich     | Stade de Tourbillon                           |                                               |
| 9 avril 2009 19h45 |              | (0 - 1) | 41e Margairaz | Spectateurs : 10 000 Arbitrage : M. Bertolini | Spectateurs : 10 000 Arbitrage : M. Bertolini |
| 9 avril 2009 19h45 | compte rendu |         |               | Spectateurs : 10 000 Arbitrage : M. Bertolini | Spectateurs : 10 000 Arbitrage : M. Bertolini |

| 28e journée         | FC Zürich                | 2 - 2   | FC Sion                     | Stade du Letzigrund                      |                                          |
| 18 avril 2009 17h45 | Aegerter 7e · Hassli 45e | (2 - 2) | 8e Afonso · 23e Monterrubio | Spectateurs : 7 500 Arbitrage : M. Hänni | Spectateurs : 7 500 Arbitrage : M. Hänni |
| 18 avril 2009 17h45 | compte-rendu             |         |                             | Spectateurs : 7 500 Arbitrage : M. Hänni | Spectateurs : 7 500 Arbitrage : M. Hänni |

| 29e journée                        | FC Lucerne   | 1 - 0   | FC Sion | 19h45 : Stade de l'Allmend                 |                                            |
| 22 avril 2009 9e place / 26 points | Gajić 52e    | (0 - 0) |         | Spectateurs : 9 216 Arbitrage : M. Busacca | Spectateurs : 9 216 Arbitrage : M. Busacca |
| 22 avril 2009 9e place / 26 points | compte-rendu |         |         | Spectateurs : 9 216 Arbitrage : M. Busacca | Spectateurs : 9 216 Arbitrage : M. Busacca |

| 30e journée                            | FC Sion                             | 2 - 0   | FC Aarau | 17h45 : Stade de Tourbillon                |                                            |
| 25 avril 2009 · 8e place / 29 points · | Menezes 11e (csc) · Monterrubio 39e | (2 - 0) |          | Spectateurs : 9 200 Arbitrage : M. Grossen | Spectateurs : 9 200 Arbitrage : M. Grossen |
| 25 avril 2009 · 8e place / 29 points · | compte-rendu                        |         |          | Spectateurs : 9 200 Arbitrage : M. Grossen | Spectateurs : 9 200 Arbitrage : M. Grossen |

| 31e journée                         | FC Bâle      | 2 - 2   | FC Sion                                        | 17h45 : Parc Saint-Jacques                    |                                               |
| 2 mai 2009 · 9e place / 30 points · | Huggel 76e   | (0 - 0) | 78e (csc) Bühler · 79e Saborio · 82e Dominguez | Spectateurs : 21 277 Arbitrage : M. Bertolini | Spectateurs : 21 277 Arbitrage : M. Bertolini |
| 2 mai 2009 · 9e place / 30 points · | compte-rendu |         |                                                | Spectateurs : 21 277 Arbitrage : M. Bertolini | Spectateurs : 21 277 Arbitrage : M. Bertolini |

| 32e journée                          | FC Sion                    | 1 - 4   | Grasshopper                          | 16h00 : Stade de tourbillon              |                                          |
| 10 mai 2009 · 9e place / 30 points · | Païto 3e · Païto 20e (csc) | (1 - 1) | 80e Zarate · 82e Zarate · 86e Riedle | Spectateurs : 9 200 Arbitrage : M. Kever | Spectateurs : 9 200 Arbitrage : M. Kever |
| 10 mai 2009 · 9e place / 30 points · | compte-rendu               |         |                                      | Spectateurs : 9 200 Arbitrage : M. Kever | Spectateurs : 9 200 Arbitrage : M. Kever |

| 33e journée                          | BSC Young Boys                        | 2 - 1   | FC Sion        | 19h45 : Stade de Suisse                       |                                               |
| 13 mai 2009 · 9e place / 30 points · | 27e (pen.) Hochstrasser · 70e Doumbia | (1 - 1) | 41e Crettenand | Spectateurs : 14 740 Arbitrage : M. Bertolini | Spectateurs : 14 740 Arbitrage : M. Bertolini |
| 13 mai 2009 · 9e place / 30 points · | compte-rendu                          |         |                | Spectateurs : 14 740 Arbitrage : M. Bertolini | Spectateurs : 14 740 Arbitrage : M. Bertolini |

| 34e journée                          | FC Sion      | 1 - 0   | Neuchâtel Xamax FC | 20h15 : Stade de tourbillon                     |                                                 |
| 16 mai 2009 · 8e place / 33 points · | Reset 6e     | (1 - 0) |                    | Spectateurs : 108 000 Arbitrage : M. Laperrière | Spectateurs : 108 000 Arbitrage : M. Laperrière |
| 16 mai 2009 · 8e place / 33 points · | compte-rendu |         |                    | Spectateurs : 108 000 Arbitrage : M. Laperrière | Spectateurs : 108 000 Arbitrage : M. Laperrière |

| 35e journée                          | FC Vaduz      | 1 - 5   | FC Sion                                                                         | 16h15 : Stade du Rheinpark                 |                                            |
| 24 mai 2009 · 8e place / 36 points · | 83e Feizulahi | (0 - 4) | 16e Monterrubio · 31e Vanczak · 33e Sarni · 44e Afonso · 51e (pen.) Monterrubio | Spectateurs : 850 Arbitrage : M. Bertolini | Spectateurs : 850 Arbitrage : M. Bertolini |
| 24 mai 2009 · 8e place / 36 points · | compte-rendu  |         |                                                                                 | Spectateurs : 850 Arbitrage : M. Bertolini | Spectateurs : 850 Arbitrage : M. Bertolini |

| 36e journée                          | FC Sion                          | 2 - 2   | AC Bellinzone              | 17h45 : Stade de tourbillon                 |                                             |
| 30 mai 2009 · 8e place / 37 points · | 22e (pen.) Berisha · 41e Vanczak | (2 - 0) | 50e Lustrinelli · 89e Roux | Spectateurs : 11 200 Arbitrage : M. Grossen | Spectateurs : 11 200 Arbitrage : M. Grossen |
| 30 mai 2009 · 8e place / 37 points · | compte-rendu                     |         |                            | Spectateurs : 11 200 Arbitrage : M. Grossen | Spectateurs : 11 200 Arbitrage : M. Grossen |

### Coupe de Suisse
| 1/32e de finale         | Etoile Carouge FC | 0-5 | FC Sion                                                                      | Fontenette                                   |                                              |
| 20 septembre 2008 19h30 |                   |     | 3e Monterrubio · 15e Monterrubio · 61e Domínguez · 87e Saborío · 90+1e Reset | Spectateurs : 1 248 Arbitrage : Mme Petignat | Spectateurs : 1 248 Arbitrage : Mme Petignat |
| 20 septembre 2008 19h30 | compte-rendu      |     |                                                                              | Spectateurs : 1 248 Arbitrage : Mme Petignat | Spectateurs : 1 248 Arbitrage : Mme Petignat |

| 1/16e de finale       | Le Mont                       | 2 - 5 | FC Sion                                                                     | Stade du Châtaignier                     |                                          |
| 19 octobre 2008 15h00 | 27e (Guemoun) · 44e (Bugnard) |       | 11e (Vanczak) · 23e (Adeshina) · 42e (Adeshina) · 69e (Reset) · 71e (Reset) | Spectateurs : 1 200 Arbitrage : M. Bieri | Spectateurs : 1 200 Arbitrage : M. Bieri |
| 19 octobre 2008 15h00 | compte-rendu                  |       |                                                                             | Spectateurs : 1 200 Arbitrage : M. Bieri | Spectateurs : 1 200 Arbitrage : M. Bieri |

| 1/8e de finale         | Malley       | 0 - 1   | FC Sion       | Bois-Gentil                                   |                                               |
| 23 novembre 2008 14h30 |              | (0 - 1) | 43e Dominguez | Spectateurs : 3 000 Arbitrage : M. Laperrière | Spectateurs : 3 000 Arbitrage : M. Laperrière |
| 23 novembre 2008 14h30 | compte-rendu |         |               | Spectateurs : 3 000 Arbitrage : M. Laperrière | Spectateurs : 3 000 Arbitrage : M. Laperrière |

| Quart de finale    | FC Saint-Gall | 1 - 2   | FC Sion                         | AFG Arena                                        |                                                  |
| 17 mars 2009 20h15 | 11e Weller    | (1 - 0) | 53e Monterrubio · 65e Dominguez | Spectateurs : 16 078 Arbitrage : M. René Rogalla | Spectateurs : 16 078 Arbitrage : M. René Rogalla |
| 17 mars 2009 20h15 | compte-rendu  |         |                                 | Spectateurs : 16 078 Arbitrage : M. René Rogalla | Spectateurs : 16 078 Arbitrage : M. René Rogalla |

| Demi-finale         | FC Lucerne                      | 1 - 1 2 - 4 t. a. b. | FC Sion                              |                                                                                     |                                                                                     |
| 13 avril 2009 20h15 | Lustenberger 95e                | (0 - 0)              | 86e Monterrubio                      | Stade de l’Allmend Spectateurs : 12 500 (guichets fermés) Arbitrage : M. Zimmermann | Stade de l’Allmend Spectateurs : 12 500 (guichets fermés) Arbitrage : M. Zimmermann |
| 13 avril 2009 20h15 | compte-rendu                    |                      |                                      | Stade de l’Allmend Spectateurs : 12 500 (guichets fermés) Arbitrage : M. Zimmermann | Stade de l’Allmend Spectateurs : 12 500 (guichets fermés) Arbitrage : M. Zimmermann |
| 13 avril 2009 20h15 | Gajić · Paiva · Pacar · Renggli | Tirs au but 2 - 4    | Obradovic · Fermino · Afonso · Paito | Stade de l’Allmend Spectateurs : 12 500 (guichets fermés) Arbitrage : M. Zimmermann | Stade de l’Allmend Spectateurs : 12 500 (guichets fermés) Arbitrage : M. Zimmermann |

| Finale            | Young Boys | 2 - 3   | FC Sion | Stade de Suisse                               |                                               |
| 20 mai 2009 20h15 | 22e (pen.) Yapi | (2 - 1) | 36e (csc) Alioui · 41e Obradovic · 52e Sarni · 88e Afonso | Spectateurs : 31 789 Arbitrage : M. Circhetta | Spectateurs : 31 789 Arbitrage : M. Circhetta |
| 20 mai 2009 20h15 | Titulaires : · Marco Wölfli 01 · Miguel Portillo 12 · Saïf Ghezal 02 · Marc Schneider 04 · Christian Schwegler 13 · Xavier Hochstrasser 22 · 87e Gilles Yapi-Yapo 10 · 60e Mario Raimondi 16 · 46e Carlos Varela 19 · 77e Marco Schneuwly 26 · Alberto Regazzoni 23 · Remplaçants : · 46e Seydou Doumbia 07 · 60e Felix Bastians 17 · 77e Thomas Häberli 15 · Entraîneur : · Vladimir Petković | Équipes | Titulaires : · 01 Essam El-Hadary · 12 Paíto · 03 Obinna Nwaneri 33e · 08 Jamal Alioui · 20 Vilmos Vanczák · 22 Goran Obradović · 06 Die Serey Geoffrey · 26 Enes Fermino 67e · 15 Olivier Monterrubio · 07 Virgile Reset 90e · 11 Guilherme Afonso · Remplaçants : · 04 Stéphane Sarni 33e · 16 Didier Crettenand 67e · 19 Jocelyn Ahoueya 90e · Entraîneur : · Didier Tholot | Spectateurs : 31 789 Arbitrage : M. Circhetta | Spectateurs : 31 789 Arbitrage : M. Circhetta |